# 任俊霏
任俊霏（2000年2月25日—），吉林长春人，中国女子花样滑冰运动员，2024年上海大奖赛冰舞铜牌得主、2024年全国锦标赛冰舞金牌得主、2025年亚洲冬季运动会冰舞银牌得主。